# Basapur, Kundgol
Basapur là một làng thuộc tehsil Kundgol, huyện Dharwad, bang Karnataka, Ấn Độ.